# 윙스 이벤트 센터
윙스 이벤트 센터(Wings Event Center)는 미국 미시간주 캘러머주에 위치한 실내 경기장이다. 과거 IHL 캘러머주 윙스의 홈경기장으로 사용했으면, 현재 ECHL 캘러머주 윙스의 홈경기장으로 사용되고 있다.